# Alaa al-Aswany
 (décembre 2010).
Alaa al-Aswany (arabe : علاء الأسواني, également retranscrit Alaa El Aswany), né le 26 mai 1957 au Caire, est un écrivain égyptien exerçant la profession de dentiste au Caire.

## Biographie
Né dans une famille intellectuelle, d'un père écrivain (Abbas al-Aswany), et d'une mère issue d'une famille aristocrate, il a fait ses études secondaires dans un lycée égyptien de langue française et a également étudié la chirurgie dentaire aux États-Unis, à l'université de l'Illinois à Chicago.
Il contribue régulièrement aux journaux d'opposition et est proche des intellectuels de gauche, en particulier de Sonallah Ibrahim. Il se dit indépendant des partis politiques, mais est l'un des membres fondateurs du mouvement d'opposition « Kifaya » (Ça suffit) qui réclame des élections présidentielles réellement libres.
Son roman L'Immeuble Yacoubian, paru en 2002, est un véritable phénomène d'édition dans le monde arabe et est rapidement traduit dans une vingtaine de langues, en plus de faire l'objet d'adaptations cinématographiques et télévisuelles. Il décrit la vie foisonnante d'un édifice autrefois grandiose du centre-ville du Caire, où les habitants font face à la corruption oppressante du régime et à la montée de la pression islamiste. Il enchaîne avec le roman Chicago, paru en 2006, qui dépeint la vie des étudiants arabes aux États-Unis après les événements du 11 septembre 2001. Ce livre connaît également un énorme succès de vente.
Bien qu'idéologiquement proche d'écrivains de gauche comme Sonallah Ibrahim, Alaa al-Aswany adopte un style réaliste et direct, qui le rend intelligible à un lectorat très large, sans sacrifier la puissance du récit. Son habileté à capturer la vie foisonnante de l'Égypte dans toute sa diversité a amené des comparaisons au Prix Nobel de littérature Naguib Mahfouz.
En 2008 et 2011, il est participant du Festival Metropolis bleu.
En 2011, il prend une part active à la révolution égyptienne de 2011, s'illustrant notamment le 2 mars 2011 dans un débat télévisé contre Ahmed Chafik, le Premier ministre nommé par Hosni Moubarak, et par la tenue dans la presse écrite d'une chronique, réunie pour la traduction française dans l'ouvrage Chroniques de la révolution égyptienne (Actes Sud, 2011). Cette compilation d'articles sera suivie d'une seconde en français sous le titre Extrêmisme religieux et dictature (Actes Sud, 2014). Aswany continue de commenter l'actualité égyptienne, notamment sur le site DW.com. Cet engagement révolutionnaire se prolongera enfin par l'écriture d'un roman, traduit en français en 2018 sous le titre J'ai couru vers le Nil, l'original étant édité par une maison d'édition libanaise, mais interdit de diffusion en Égypte comme dans l'ensemble du monde arabe, à l'exception du Liban, du Maroc et de la Tunisie. Roman polyphonique, c'est une plongée dans l'effervescence révolutionnaire et ses difficiles prolongements, s'attachant notamment à éclairer les zones d'ombre entourant les pratiques des forces de l'ordre par la reproduction de témoignages de première main sur les épisodes des plus douloureux de l'ère post-Moubarak.
Automobile Club d'Égypte a pour cadre la ville du Caire dans les années 1940. Il est paru en Égypte le 12 avril 2013 et en français aux éditions Actes Sud en février 2014.
Il vit aujourd'hui aux États-Unis où il enseigne la littérature.

## Critique de l'intégrisme islamique
« Ce n’est pas seulement une question d’hypocrisie ou d’ignorance. Le fond du problème est que bien des gens se font une conception erronée de la religion, qui valorise les aspects visibles de la religiosité. Cette prétendue religion est confortable parce qu’elle ne demande pas d’effort, ne coûte pas cher, se limite à des slogans et à des apparences, et donne un sentiment de paix intérieure et de satisfaction de soi. Les vrais principes de l’islam en revanche – justice, liberté et égalité – vous font courir le risque de perdre votre salaire, votre situation sociale et votre liberté.

Ceux qui ont adopté cette prétendue religion jeûnent, prient, saluent à la manière musulmane et imposent à leurs épouses le hijab (voile des cheveux) et le niqab (voile du visage). »

« Le régime saoudien a dépensé des milliards de dollars afin de propager la conception wahhabite (fondamentaliste) de l’islam, une conception qui mène immanquablement à pratiquer une religion de pure façade (ceux qui le contestent devraient regarder l’énorme hiatus entre le discours et la réalité en Arabie saoudite). Sur les chaînes satellitaires saoudiennes, des dizaines d’hommes de religion parlent vingt-quatre heures sur vingt-quatre de questions religieuses, mais jamais du droit des citoyens à élire leurs gouvernants, ni des lois d’exception, ni de la torture et des arrestations arbitraires. Leur pensée ne s’attarde jamais aux questions de justice et de liberté. En revanche, ils se vantent d’avoir réussi à mettre le voile à une femme. Comme si Dieu avait révélé l’islam dans le seul but de couvrir les cheveux des femmes, et non d’établir la justice, la liberté et l’égalité. »

« L'islam dans toute sa grandeur avait poussé les musulmans à faire connaître au monde l’humanité, la civilisation, l’art et la science. Mais la tartuferie nous a menés à toute cette ignominie et à cette misère dans laquelle nous vivons. »

## Œuvre

### Romans
- Awrāq ʾIṣṣām ʾAbd il-ʾĀṭī, 1990 (arabe : أوراق عصام عبد العاطى)
- ʿImārat Yaʾqūbiyān, 2002 (arabe : عمارة يعقوبيان) L'Immeuble Yacoubian, traduit par Gilles Gauthier, Arles, Actes Sud, coll. « Bleu », 2005, 326 p. (ISBN 2-7427-5885-2) ; réédition, Arles, Actes Sud, coll. « Babel » no 843, 2007, 324 p. (ISBN 978-2-7427-6934-6)
- Chicago, 2007 (arabe : شيكاجو) Chicago, traduit par Gilles Gauthier, Arles, Actes Sud, coll. « Bleu », 2007, 459 p. (ISBN 978-2-7427-7037-3) ; réédition, Arles, Actes Sud, coll. « Babel » no 941, 2009, 457 p. (ISBN 978-2-7427-8052-5)
- Nādī il-sayyārāt, 2013 (arabe : نادي السيارات) Automobile Club d'Égypte, traduit par Gilles Gauthier, Arles, Actes Sud, 2014, 540 p. (ISBN 978-2-330-02744-5) ; réédition, Arles, Actes Sud, coll. « Babel » no 1344, 2015, 637 p. (ISBN 978-2-330-05396-3)
- Ǧumhūriyyaẗ kaʾanna, 2018 (جمهورية كأن, La République comme si...) J’ai couru vers le Nil, traduit par Gilles Gauthier, Arles, Actes Sud/L'Orient des Livres, 2018, 432 p.  (ISBN 978-2-330-10904-2)
- Al-ashjār tamshī fī al-Iskandarīyya, 2024 ( الأشجار تمشي في الإسكندرية , Les arbres marchent dans Alexandrie)  Au soir d'Alexandrie, traduit par Gilles Gauthier, Arles, Actes Sud/L'Orient des Livres, 2024, 374 p.  (ISBN 978-2-330-19420-8)

### Recueils de nouvelles
En arabe :
- Alladhī iqtarab wa raʾa, 1990 (arabe : الذى اقترب و رأى. Celui qui s'est approché et a vu)
- Jamʾiyat muntaẓirī il-zaʿīm, 1998 (arabe : جمعية منتظرى الزعيم.Une société qui attend le leader)
- Nīrān sadīqa, 2004 (arabe : نيران صديقة . Tir ami) .

Traduit en français :
- J’aurais voulu être Égyptien, traduit par Gilles Gauthier, Arles, Actes Sud, coll. « Bleu », 2009, 200 p.  (ISBN 978-2-7427-8081-5) ; réédition, Arles, Actes Sud, coll. « Babel » no 1004, 2013, 280 p.  (ISBN 978-2-7427-8990-0)

### Essais et articles
- Li-mādhā lā yathūr il-Miṣriyūn, 2010 (arabe : لماذا لا يثور المصريون؟ . Pourquoi les Egyptiens ne se révoltent-ils pas ?) Chroniques de la révolution égyptienne, traduit par Gilles Gauthier, Arles, Actes Sud, 2011, 346 p. (ISBN 978-2-3300-0137-7) ; réédition, Arles, Actes Sud, coll. « Babel » no 1170, 2010, 399 p. (ISBN 978-2-330-01799-6)
- Hal nastaḥiqq il-dimuqrāṭiyya?, 2011 (arabe : هل نستحق الديمقراطية؟ . Méritons-nous la démocratie ? )
- Miṣr ʿalā dikkat il-iḥṭiyāṭy, 2011 (arabe : مصر على دكة الإحتياطى . L'Égypte sur le banc de touche )
- Hal akhṭaʾat il-thawra il-Miṣriyya?, 2012 (arabe : هل أخطأت الثورة المصرية؟ . La révolution égyptienne s'est-elle trompée? )
- Kayf naṣnaʾ il-diktātūr?, 2014 (arabe : كيف نصنع الديكتاتور؟ . Comment nous fabriquons la dictature? )Extrémisme religieux et dictature : les deux faces d'un malheur historique, traduit par Gilles Gauthier, Arles, Actes Sud, 2014, 228 p. (ISBN 978-2-330-03651-5)
- Le Syndrome de la dictature, traduit de l'anglais par Gilles Gauthier, Arles, Actes Sud, 2020,  (ISBN 978-2330137014).

## Décoration
- Chevalier de l'ordre des Arts et des Lettres[10]

## Distinctions
- Membre de l'Académie tunisienne des sciences, des lettres et des arts[11].